# Hélène (Film)
Hélène ist ein französischer Spielfilm von 1936 von Jean Benoît-Lévy und Marie Epstein. Er basiert auf dem Erfolgsroman Stud. chem. Helene Willfüer der österreichischen Schriftstellerin Vicki Baum aus dem Jahr 1928.

## Handlung
Die talentierte Medizinstudentin Hélène Wilfur liebt ihren Kommilitonen Regnier. Dieser wollte eigentlich lieber Musiker werden, studiert aber auf Druck des Vaters Medizin. Aus Verzweiflung tötet er sich später. Hélène beendet ihr Studium und wendet sich Professor Amboise zu.

## Hintergründe
Die Handlung des ursprünglichen Romans wird in dem Film auf die tragische Liebesgeschichte zwischen Hélène und Regnier und dessen Selbstmord reduziert sowie auf die Beziehungen zum Professor Amboise. Dabei gibt es aber auch einige gelungene realitätsnahe Filmeinstellungen und Dialoge.